# Michael Buthe
Michael Buthe (* 1. August 1944 in Sonthofen; † 15. November 1994 in Bad Godesberg) war ein deutscher Kunstmaler, Bildhauer, Buchkünstler, Collageur und Schriftsteller.

## Leben und Werk
Michael Buthe besuchte von 1956 bis 1963 die Städtische Realschule in Höxter und fiel dort durch sein Zeichentalent auf.
Von 1964 bis 1965 studierte er an der Werkkunstschule Kassel in der Klasse „Angewandte Malerei“ und „Gestaltlehre“ bei Adolf Buchleiter, anschließend bis 1968 an der Staatlichen Hochschule der Bildenden Künste in Kassel bei Arnold Bode. In seiner Kasseler Zeit lebte er im besetzten Münstermannhaus am Königsplatz. Zu seinen Bekannten gehörten Jutta Schmidt, Gisela Schmidt und Gerhard Büttenbender.
1968 bezog er eine Wohnung und ein Atelier in der Roonstraße in Köln; seine Werkstätten wechselte Buthe in den folgenden Jahren häufiger, Köln blieb aber stets seine Wahl-Heimatstadt.
1970 unternahm Buthe eine erste Reise nach Marokko, was ihn veranlasste fortan jedes Jahr für mehrere Monate dort zu leben und zu arbeiten. Der Orient, seine Menschen und seine Spiritualität prägten in hohem Maße Buthes künstlerisches Werk, er wurde zum „Reisenden zwischen den Welten“ von Köln und Marrakesch.
1976 erhielt Michael Buthe den Villa-Romana-Preis und verbrachte ein Jahr in Florenz; auf der Rückreise nach Köln entstand 1977 das Märchen Die wunderbare Reise des Saladin Ben Ismael. Es folgten zahlreiche weitere Märchen, Parabeln, Gedichte und Tagebuchtexte. Der WDR drehte 1979 ein künstlerisches Porträt Buthes unter dem Titel Phantomas Phantastico; von der Schnittfassung des Senders distanzierte sich Buthe später. 1981 übernahm Buthe als Gastprofessor einen ersten Lehrauftrag an der Kunstakademie Düsseldorf und bezog ein Jahr später sein großes Atelier in Köln-Ostheim. Im dortigen Alten Kraftwerk, einem ehemaligen Umspannwerk der Kölner Verkehrs-Betriebe, lebte er in einer Künstlerkolonie mit dem Schauspieler Udo Kier und dem Videokünstler Marcel Odenbach zusammen. Kier wirkte auch an mehreren von Buthes Performances mit und war darüber hinaus häufiges Motiv von Buthes Arbeiten.
Von 1983 an war er Professor an der Kunstakademie Düsseldorf, zu seinen Meisterschülern zählt unter anderem Klaus Girnus.
Michael Buthe gab 1991 sein Haus in Marrakesch auf und bezog ein Atelier und eine Wohnung auf Mallorca, wo er sich aber nur selten aufhalten konnte. Eine schwere Lebererkrankung, die ihren Ursprung schon in einer Gelbsucht in der Jugend hatte, verursachte Buthe wachsende gesundheitliche Schwierigkeiten, so dass er in den 1990er Jahren zahlreiche Krankenhausaufenthalte, vor allem in Bonn, auf sich nehmen musste. 1994 erschien Buthes Gedichtband Steine anlässlich einer Ausstellung in der Kölner Galerie Orangerie-Reinz. Michael Buthe starb im Evangelischen Waldkrankenhaus in Bad Godesberg; er wurde am 22. November 1994 in Höxter beigesetzt.

## Ausstellungen
| Einzelausstellungen (Auswahl): - 1970: Galerie René Ziegler, Zürich - 1972: Galerie Möllenhoff Köln - 1980: Museum Folkwang, Essen - 1982: Holly Solomon Gallery, New York - 1984: Museum van Hedendaagse Kunst, Gent - 1984: Villa Stuck, München - 1985: Galerie Moderne Kunst Dietmar Werle, Köln - 1986: Galerie Munro, Hamburg - 1986: Museum Ludwig, Grafisches Kabinett, Köln - 1988: Museum of Modern Art, Humlebaek (Louisiana) - 1989: Württembergischer Kunstverein, Stuttgart - 1989: Galerie Crousel-Robelin, Paris - 1991: Galerie Curtze, Wien - 1993: Galerie Heinz Holtmann, Köln - 1995: Evangelische Trinitatiskirche, Köln - 1994: Galerie Orangerie-Reinz, Köln - 1994: Galerie Rippentrop, Eltville am Rhein - 1997: Galerie Ott, Düsseldorf - 1998: Galerie Lange, Bonn - 2006: Altes Pfandhaus, Köln - 2009: Ernst-Barlach-Haus, Hamburg; Arp Museum Bahnhof Rolandseck, Remagen - 2012: Galerie Thomas Flor, Berlin - 2016: Haus der Kunst, München - 2016: Sammlung Goetz, München - 2020/2021 „Grenzenlos: Michael Buthes Künstlerbücher“, Kunsthalle Mannheim |  | Gruppenausstellungen (Auswahl): - 1970: „Beuys, Buthe, Eggenschwiler....“, Kunstmuseum Luzern & Kunstverein München - 1972: documenta 5, Kassel - 1977: documenta 6, Kassel - 1978: 26. Jahresausstellung des Deutschen Künstlerbundes, Berlin - 1982: documenta 7, Kassel - 1984: Biennale Venedig - 1985: Kunsthalle Bern - 1986: Sammlung Toni Gerber, Bern - 1989: 37. Jahresausstellung des Deutschen Künstlerbundes e. V., Kunsthalle zu Kiel, Stadtgalerie im Sophienhof, Stadtmuseum Warleberger Hof, Kiel - 1992: Documenta IX, Kassel; 40. DKB-Jahresausstellung, Aachen - 2012: Stapelhaus, Köln |
| 2024/2025 Kunstmuseum Villa Zanders, Bergisch Gladbach |  | |

## Werke (Auswahl)
Faksimiles
- Die wundersame Reise des Saladin Ben Ismael aus den nördlichen Provinzen des nordafricanischen [nordafrikanischen] Kontinents in das Reich des Ägypters Ismael Pascha, um im Süden des Landes der schönen Wollust der Liebe zu frönen ... A (1-50) Auflage. Lamuv-Verlag, Köln 1977, ISBN 978-3-921521-04-5.
- Die wundersame Reise des Saladin Ben Ismael aus den nördlichen Provinzen des nordafricanischen [nordafrikanischen] Kontinents in das Reich des Ägypters Ismael Pascha, um im Süden des Landes der schönen Wollust der Liebe zu frönen ... B (51-550) Auflage. Lamuv-Verlag, Köln 1977, ISBN 978-3-921521-03-8.

Literarisches Werk
- Die Renaissance war ausgebrochen. In: Dietmar Werle: Michael Buthe – Florentinische Bilder. Ostfildern/Köln, 1995.
- Hommage an einen Prinzen aus Samarkand. In: Stephan von Wiese: Michael Buthe – Skulptura in Deo Fabulosa. München 1983.
- Steine. Köln 1994.

## Widmungen
- Wolfgang Niedecken: Novembermorje (Lied der Gruppe BAP), Köln 1996
- Gerd J. Pohl: Ostheim (Essay), Lantershofen 2006
- Gerd J. Pohl und Konstantin Gockel: Michael Buthe (Konzert- und Rezitationsprogramm), Köln 2006